# 맘스터치
맘스터치(영어: Mom's Touch)는 대한민국의 패스트푸드 프랜차이즈로, 맘스터치앤컴퍼니가 운영하는 브랜드이다. 맘스터치라는 이름은 엄마의 손길이라는 의미이다. 대표 메뉴로는 싸이버거, 인크레더블 버거, 내슈빌 핫치킨 시리즈 등이 있다.
2020년 4월 기준 1,262개의 가맹점을 가지고 있다. 1997년 파파이스의 자회사로 설립되었고 2004년 법인을 분리했다. 창업 후 2010년까지 적자였다가 2013년 처음 흑자로 전환했다. 2016년 대만에 첫 해외 매장을 개점했다.

## 역사
1997년 주식회사 해마로의 외식브랜드로 출범하였다. 그 후 구조조정 차원에서 2004년 정현식 대표가 적자를 떠안는 조건으로 맘스터치를 인수하여 해마로푸드서비스로 분사하였다. 창업한 2004년부터 2010년까지는 영업이익을 내지 못했다. 2013년 26억원의 영업이익을 기록하며 처음으로 흑자전환을 했다. 2019년 11월 5일 맘스터치를 운영하는 해마로푸드서비스가 사모펀드 케이엘앤파트너스에 1973억원에 매각되었다.
2021년 3월 29일 상호명을 주식회사 맘스터치앤컴퍼니로 변경하였다.

## 브랜드 상징
|                 |
| 2011년 ~ 2020년 |

|               |
| 2020년 ~ 현재 |

## 역대 광고 모델
- 제국의 아이들 (2010)
- 심형래 (2011)
- 최다니엘 (2014-2015)
- 손호준 (2016)
- 문희 (2018)
- 이순재 (2018)
- 윤세아 (2019)
- 음문석 (2019)
- 김혜자 (2020)
- 안재홍 (2021)
- 송중기 (2021)

## 수상 및 후보
- 2015년 6월 국가지속가능경영대상 식품의약품안전처장 표창
- 2015년 10월 미래창조경영 우수기업대상 고용노동부장관 표창
- 2015년 12월 한국프랜차이즈대상 대통령 표창
- 2016년 9월 서비스산업발전 부총리겸 기획재정부장관 표창
- 2017년 5월 나트륨저감 우수업체 식품의약품안전처장 표창
- 2018년 6월 대한민국창업대상 산업통상자원부장관 표창
- 2018년 12월 음식문화개선 우수업체 식품의약품안전처장 표창

## 같이 보기
- 노브랜드 버거
- 파파이스
- KFC
- 롯데리아
- 맥도날드
- 버거킹